# Rotonda di San Tomè, Almenno San Bartolomeo
La Rotonda di San Tomè  est une église de la commune d' Almenno San Bartolomeo, dans la province de Bergame, Lombardie en Italie du Nord .
L'église a un plan circulaire et est de style roman lombard, datant du début du XIIe siècle et dédiée à l' apôtre saint Thomas .

## Histoire
L'église a été construite dans le quartier connu dans l'Antiquité sous le nom de Lemine. La date de sa construction est incertaine, ainsi que l'existence d'autres églises sur le même site. Une reconstruction a été effectuée entre la fin du XIe  et le début du XIIe siècle L'édifice  serait d'origine de l'époque lombarde (VIIe et VIIIe siècles), mais d'autres chercheurs l'attribuent à la conquête franque ultérieure du nord de l'Italie, lorsque la région était sous les comtes de Lecco .
Il existe une hypothèse que la Rotonde a été construite sur les restes d'un temple romain, mais les recherches archéologiques n'ont trouvé aucun signe. Ils ont montré qu'un édifice centralement planifié était présent à cet endroit au Xe siècle.
Cet édifice s'est délabré de telle manière qu'au début du XIIe siècle, l'évêque de Bergame décide de sa reconstruction complète. Seules les fondations, les colonnes et chapiteaux de l'ancien bâtiment ont été réutilisés pour le rez-de-chaussée. Les colonnes ont été prolongées avec des chapiteaux inversées à la base ou en ajoutant des tronçons d'autres colonnes. Vers la fin du XIIe siècle, ont été ajoutés un presbytère et une abside. Entre-temps, un monastère a été ajouté à l'église habité par des religieuses issues de la classe aisée de Bergame. Ce monastère a été supprimé en 1407 ; seules existent encore  les fondations et des parties mineures des bâtiments.

## Architecture
Exemples de l'architecture romane du nord de l'Italie, la Rotonda di San Tomè possède un plan central a composition pyramidale, avec trois volumes cylindriques superposés. Le deuxième volume constitue le matronaeum, une galerie pour femmes, et possède sur son mur des pilastres plats . Le troisième volume est la lanterne ; à l'arrière de la Rotonde se trouvent le presbytère rectangulaire et l'abside semi-circulaire. Toute la structure est éclairée par des fenêtres à fente et de petites fenêtres cintrées.
L'intérieur compte huit colonnes dans un cercle créant deux espaces concentriques. Le mur qui les entoure présente des niches marquées par des demi-colonnes a chapiteaux. Des traces de fresques sont visibles.
Le matronaeum supérieur possède également huit colonnes qui créent un déambulatoire circulaire faisant face au creux central de la section inférieure. Il a également une petite abside avec des traces de fresques. Les chapiteaux des deux étages et le portail montrent des figures zoomorphes, humaines et géométriques bien sculptées

## Galerie

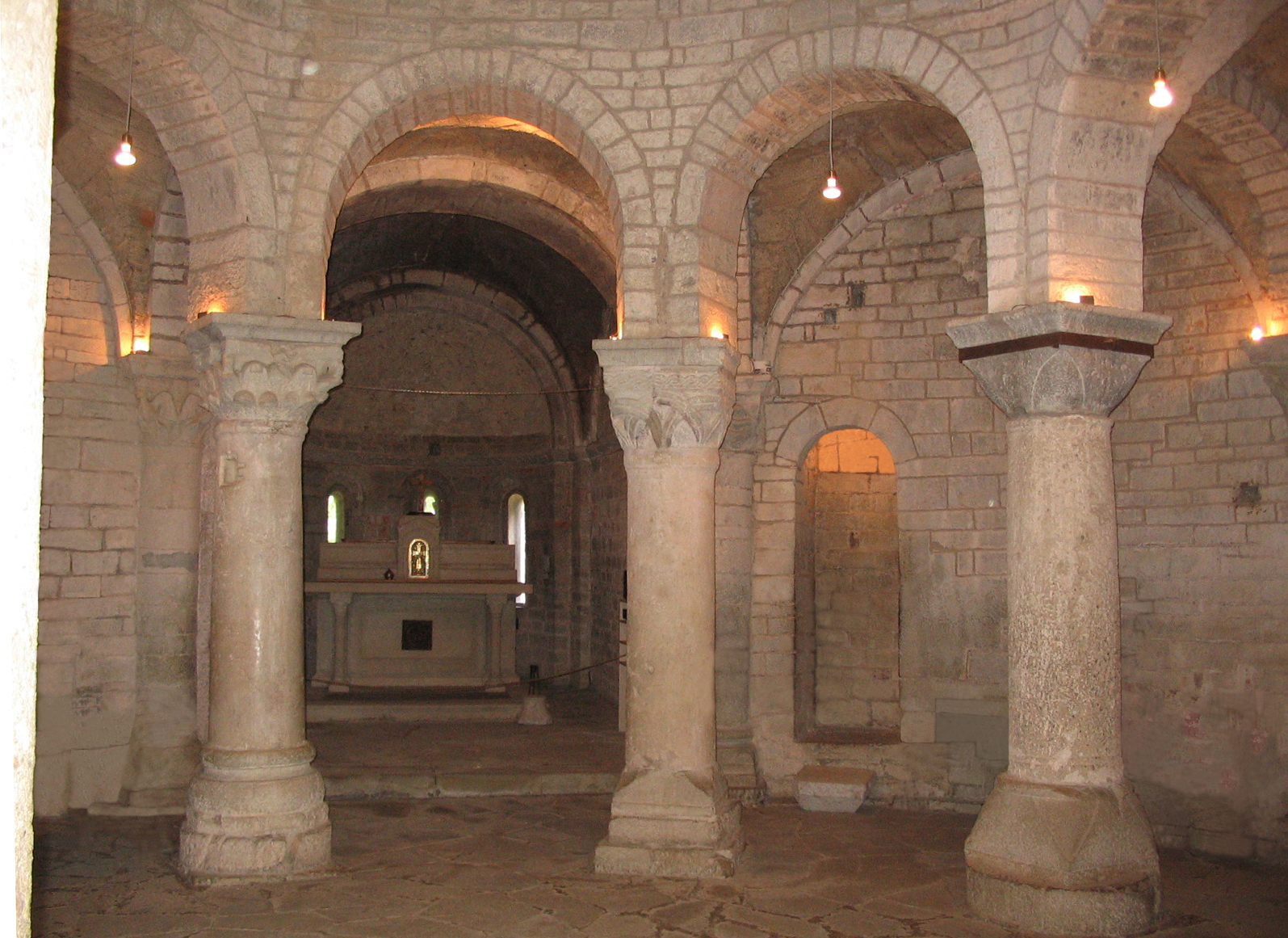
Vue de l'intérieur vers l'abside.
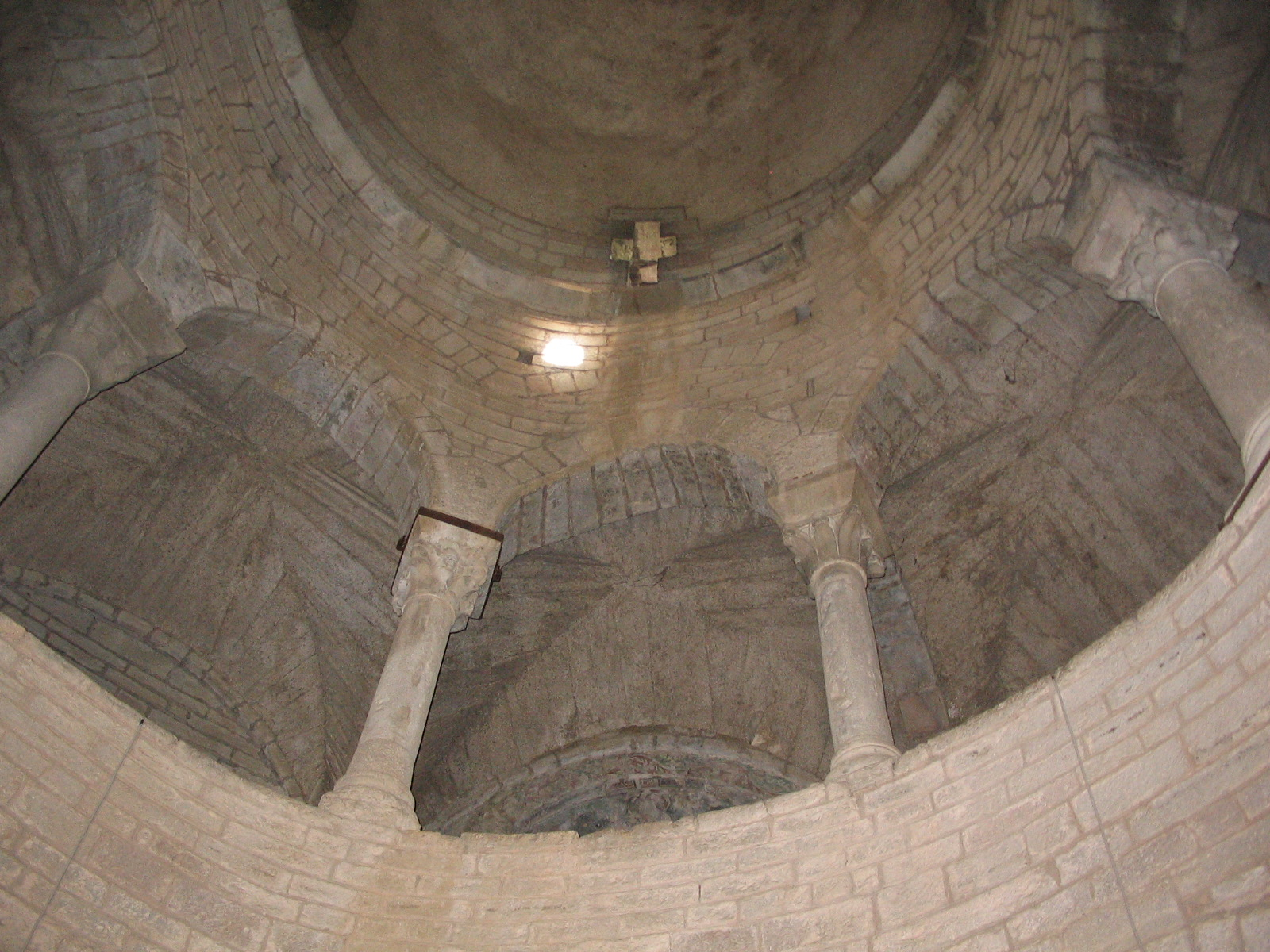
Vue du matronaeum.
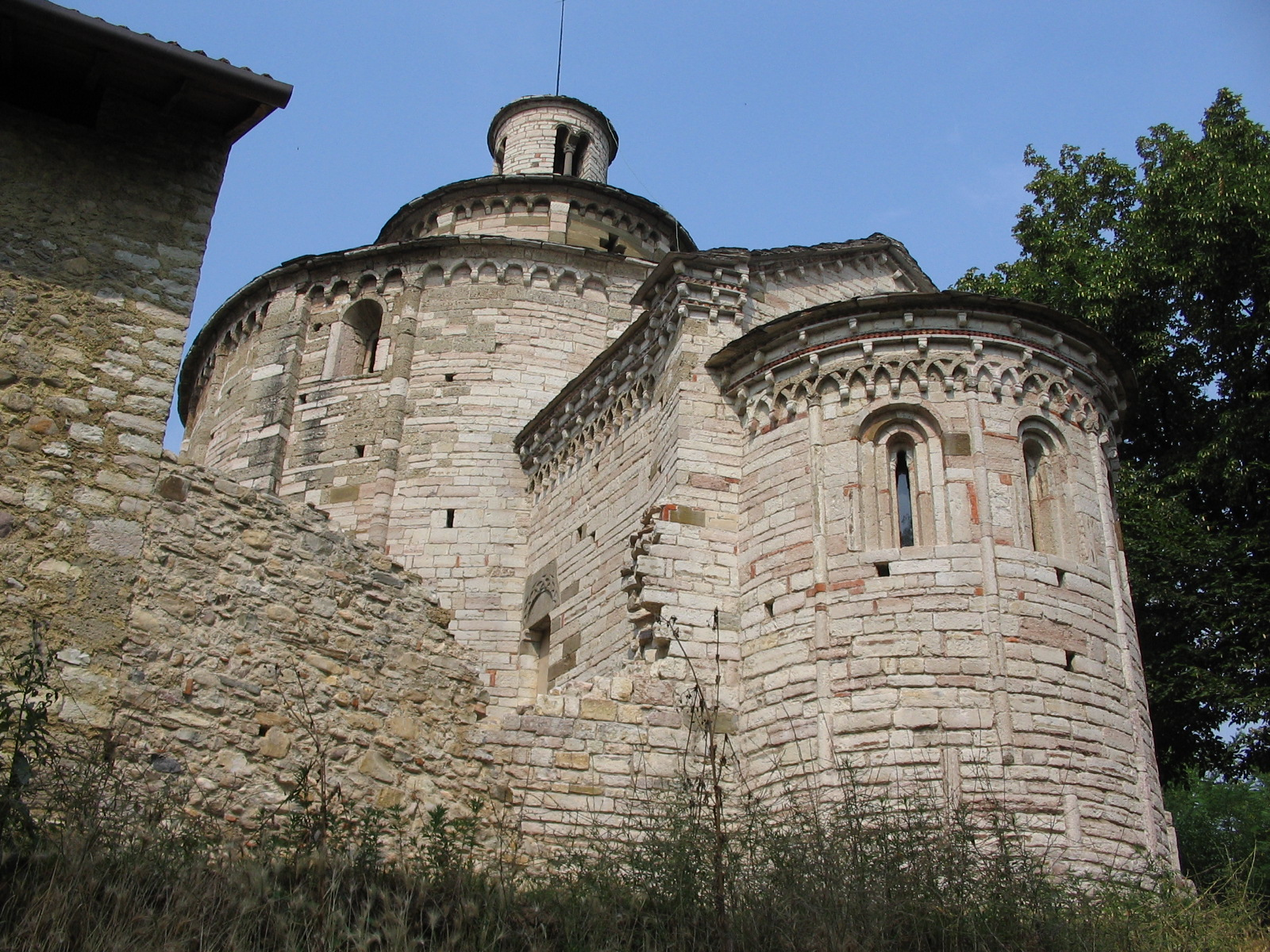
Vue extérieure de l'abside et du presbytère.
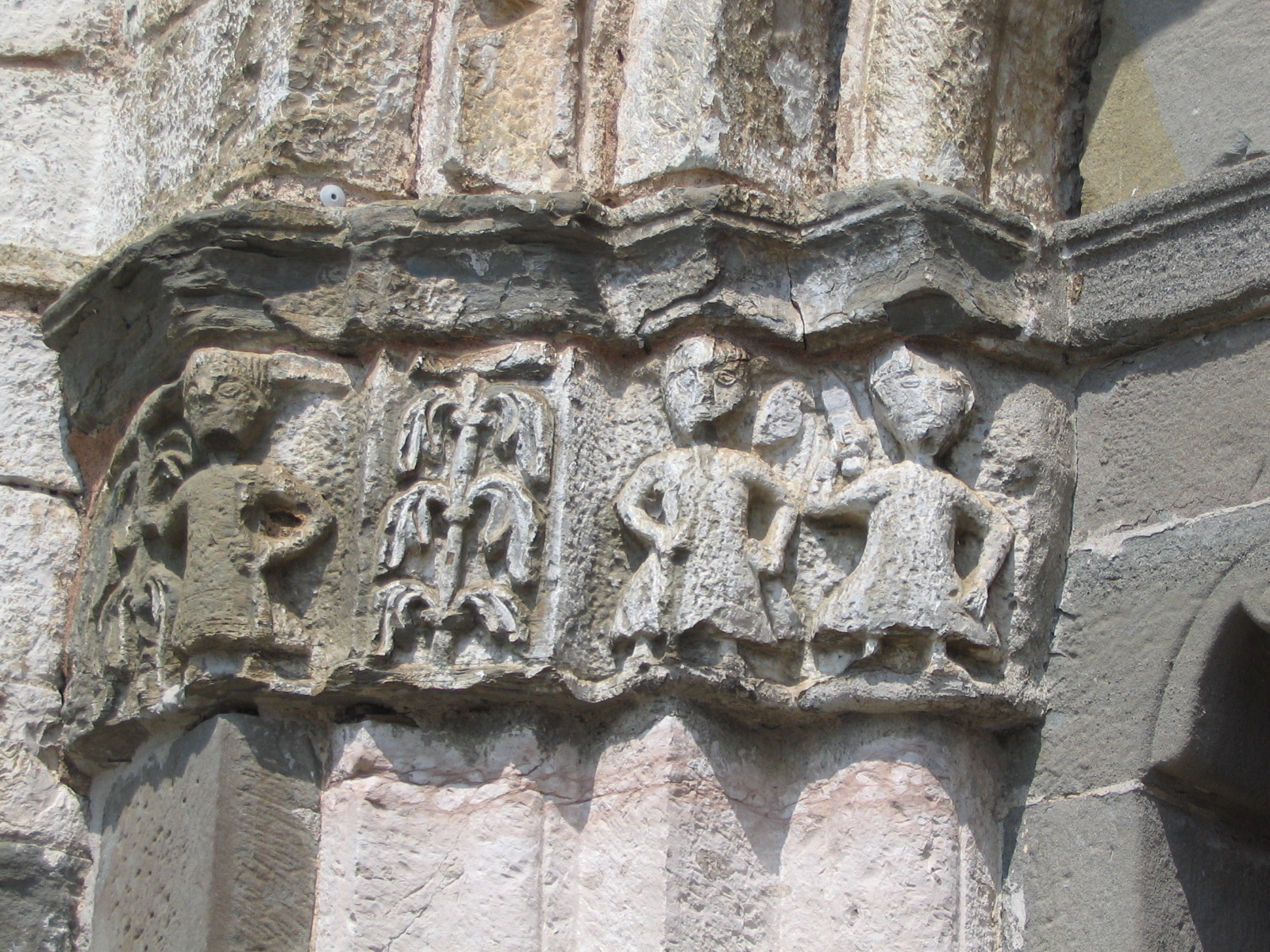
Détail d'un des chapiteaux sculptés du portail.
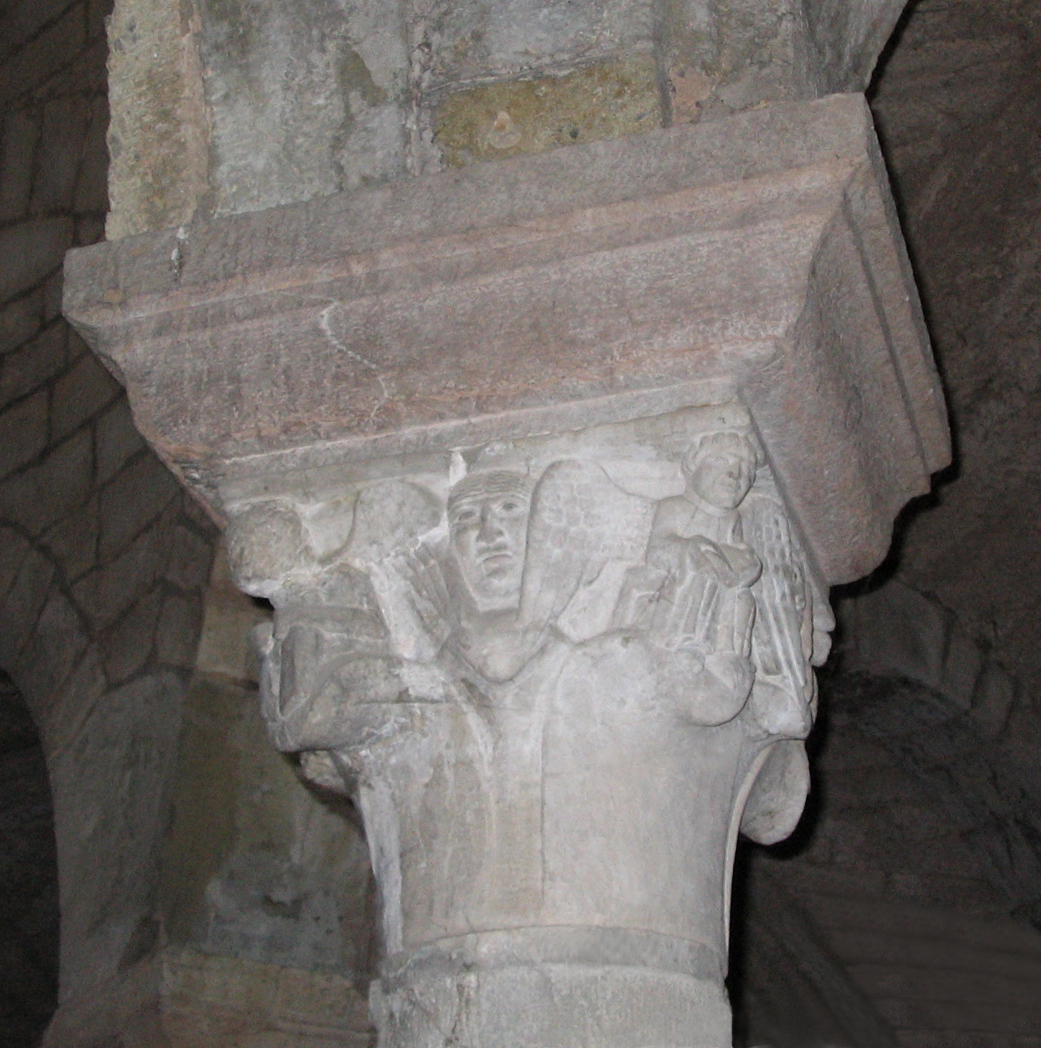
Détail d'un chapiteau .
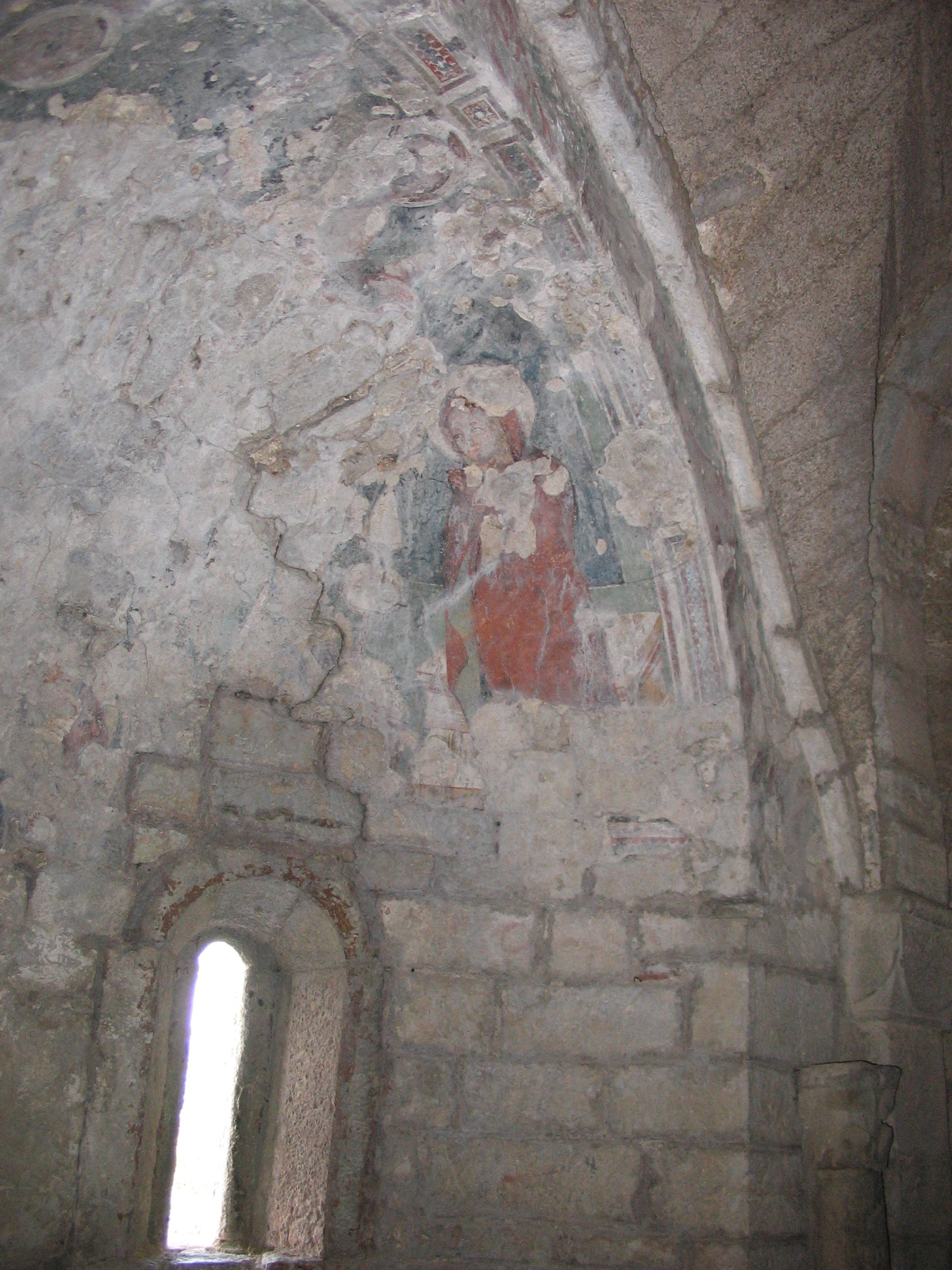
Détail de l'abside.